# تيلي ماروك
تيلي ماروك (بالفرنسية: télé maroc)‏، أول قناة منوعة خاصة بالمغرب، انطلقت من العاصمة الأسبانية مدريد، بداية البث التجريبي للقناة كان في رمضان 2017. وهي قناة متخصصة في عرض البرامج المنوعة، الثقافية، التحقيقية والوثائقية إضافة إلى النشرات الإخبارية وبعض المسلسلات العربية.

## نبذة عامة عن القناة وأهدافها
تيلي ماروك هي قناة تلفزيونية خاصة تبث عبر الأ‌قمار الإ‌صطناعية من العاصمة الإ‌سبانية مدريد، تشغل تيلي ماروك أزيد من أربعين صحافيا وتقنيا مهمتهم إعداد وتقديم البرامج المتنوعة والنشرات الإ‌خبارية مع تحري الدقة والموضوعية والمهنية والجرأة في تفاصيلها.
تحرص تيلي ماروك في خطها التحريري على مخاطبة جميع فئات المجتمع المغربي بمن فيهم الجالية المغربية القاطنة بالخارج التي تخصص لها القناة في شبكتها حيزا معتبرا، كما أنها تتحرى في آليات إنتاج برامجها استخدام أحدث الوسائل التقنية لتحافظ على جودة المنتوج ولتنقل المشاهد إلى قلب الحدث بالصوت والصورة .

## برامج القناة
تقدم هيئة تحرير قناة تيلي ماروك في شبكتها البرامجية أزيد من 50 برنامجا تم إنتاجها داخليا تتنوع بين السياسي والوثائقي والربورتاج والبرامج الحوارية والفنية والثقافية والرياضية والترفيهية. 
كما تخصص تيلي ماروك مساحة واسعة لبرامج التحقيقات التي تطرح القضايا الراهنة بطريقة جديدة ومختلفة وجريئة تكسر الطابوهات وتثير النقاش والجدل.

## أهم البرامج
- منطقة محظورة
- مغربي في الغربة
- السلطة الرابعة
- صباحكم مبروك
- بلادي زينة
- شاف لاغوسيت
- اروقة
- مع البطولة
- كليسة رياضية
- العاديون
- راب RAP
- العين الثالثة

## الغاية من تأسيس القناة
يطمح مشروع القناة الخاصة «تيلي ماروك» إلى المساهمة في إعطاء صورة إيجابية وواقعية عن المغرب والتطور السياسي والاقتصادي والاجتماعي الذي يعيشه، بكل تنوعه وغناه، وفي انسجام تام مع الدفاع عن مصالح المغرب العليا وقضاياه العادلة ووحدته الترابية. 
كما يطمح مشروع قناة تيلي ماروك إلى المساهمة في تحرير القطاع السمعي البصري من خلا‌ل إعطاء نفس جديد للمضمون التلفزيوني أساسه الا‌ستجابة لمطالب المشاهدين بكل مصداقية وجرأة وموضوعية.

## وصلات خارجية
- الموقع الرسمي للقناة